# PyObjC
PyObjCは、PythonとObjective-Cとの間につくられた双方向ブリッジである。これを利用することで、PythonスクリプトからObjective-Cクラスライブラリを使用したり拡張することができる。
PyObjCは一般的にmacOSのCocoaにアクセスすることに使われることが多い。PyObjCにより、Pythonのみで書かれたスクリプトで完全なCocoaアプリケーションを作成できる。BridgeSupportとlibffiを用いて、Cocoa以外のmacOS用フレームワークにアクセスすることもできる。また、Cocoaと同時に強力なPythonライブラリも使用できる。
また、GNUstepもある程度サポートされている。
最新のバージョンは2007年10月24日にリリースされたPyObjC 2.0で、ユニバーサルバイナリである。
PyObjC 2.0はMac OS X v10.5のPythonディストリビューションの一部として統合されている。